# Microsoft SQL Server
Der Microsoft SQL Server ist ein relationales Datenbankmanagementsystem von Microsoft, das Daten so organisiert, dass es sie in verschiedenen Tabellen speichert und mithilfe von Beziehungen zwischen diesen Tabellen verbindet. Dies ermöglicht es, Daten effizient abzurufen und zu analysieren.

## Geschichte
| Versions-ID  | Jahr | Release Name                   | Projektbezeichnung   |
| ------------ | ---- | ------------------------------ | -------------------- |
| 1.0 (OS/2)   | 1989 | SQL Server 1.0 (16bit)         | —                    |
| 1.1 (OS/2)   | 1990 | SQL Server 1.1 (16bit)         | —                    |
| 1.11 (OS/2)  | 1991 | SQL Server 1.1 (16bit)         | —                    |
| 4.2 (OS/2)   | 1992 | SQL Server 4.2 (16bit)         | —                    |
| 4.21 (WinNT) | 1993 | SQL Server 4.21                | SQLNT                |
| 6.0          | 1995 | SQL Server 6.0                 | SQL95                |
| 6.5          | 1996 | SQL Server 6.5                 | Hydra                |
| 7.0          | 1998 | SQL Server 7.0                 | Sphinx               |
| —            | 1999 | SQL Server 7.0 OLAP Tools      | Plato                |
| 8.0          | 2000 | SQL Server 2000                | Shiloh               |
| 8.0          | 2003 | SQL Server 2000 64-bit Edition | Liberty              |
| 9.0          | 2005 | SQL Server 2005                | Yukon                |
| 10.0         | 2008 | SQL Server 2008                | Katmai               |
| 10.25        | 2010 | SQL Azure                      | Matrix (aka CloudDB) |
| 10.5         | 2010 | SQL Server 2008 R2             | Kilimanjaro (aka KJ) |
| 11.0         | 2012 | SQL Server 2012                | Denali               |
| 12.0         | 2014 | SQL Server 2014                | Hekaton              |
| 13.0         | 2016 | SQL Server 2016                |                      |
| 14.0         | 2017 | SQL Server 2017                | Helsinki             |
| 15.0         | 2019 | SQL Server 2019                | Seattle              |
| 16.0         | 2022 | SQL Server 2022                | Dallas               |

Microsoft SQL Server entstand aus einer Zusammenarbeit der beiden Unternehmen Microsoft und Sybase Ende der 1980er Jahre. 1989 wurde die erste Version für das von Microsoft und IBM entwickelte Betriebssystem OS/2 veröffentlicht. Das Produkt entsprach prinzipiell dem Sybase SQL Server 4.0 für Unix und VMS. 1992 erschien der Microsoft SQL Server 4.2 für OS/2 1.3. Im Anschluss mit der Veröffentlichung von Windows NT im Jahr 1993 erschien schon bald Microsoft SQL Server 4.21, der anstatt auf OS/2 auf Windows NT als Betriebssystem setzte. In dieser Zeit lockerte sich außerdem die Kooperation zwischen Microsoft und Sybase. Im Jahr 1995 erschien mit Microsoft SQL Server 6.0 eine eigenständige Weiterentwicklung der Kooperation, dem 1996 die Version 6.5 folgte.
Mit der Version 7.0, die im Jahr 1999 erschien, verabschiedete sich Microsoft von der mit Sybase entwickelten Codebasis und brachte eine vollkommen neue Datenbank-Engine auf den Markt. Diese war auch Basis in den darauffolgenden Versionen ab SQL Server 2000.
Ab der Version SQL Server 2017 wurde der Support für folgende Linux-Systeme ergänzt: Red Hat Enterprise Linux, SUSE Linux Enterprise Server, Ubuntu und Docker.

## Eigenschaften
Der SQL Server ist ein relationales Datenbankmanagementsystem, das sich am Standard der aktuellen SQL-Version orientiert.
Der Microsoft SQL Server liegt in verschiedenen Editionen vor, die ein vielfältiges Angebot abdecken. Die Editionen unterscheiden sich vor allem im Preis, ihren Funktionen und Hardwareeinschränkungen. Der MSSQL-Server kann auch als Data Warehouse genutzt werden, indem es den Mitarbeitern in einem Unternehmen eine Sicht auf das Geschäft und dessen Daten ermöglicht. Durch seine Business-Intelligence-Plattform bietet er eine skalierbare Infrastruktur, die es der IT ermöglicht, die Nutzung von Business Intelligence im gesamten Unternehmen zu fördern und Business Intelligence dort bereitzustellen, wo Anwender es wünschen.
Der SQL Server besteht aus vielen Services, wie z. B. Analysis Services, Reporting Services und Integration Services, und Tools, z. B. den SQL Server Data Tools (SSDT). Für den Zugriff, Entwurf und die Entwicklung unabhängig von einer konkreten Anwendung stellt Microsoft das SQL Server Management Studio kostenlos zur Verfügung.
Microsoft SQL Server verwendet für Datenbankabfragen die SQL-Variante T-SQL (Transact-SQL). T-SQL fügt hauptsächlich zusätzliche Syntax zum Gebrauch in Stored Procedures und Transaktionen hinzu. Weiterhin unterstützt MSSQL OLE DB und ODBC (Open Database Connectivity).
Seit SQL Server 2005 werden unter anderem Programmiersprachen, welche auf der .NET CLR laufen, für das Erstellen von Stored Procedures unterstützt. Mit Visual Studio wird seit 2005 auch eine passende IDE mitgeliefert.
In einer Windows-Installation (sowohl auf Servern als auch auf Individualsystemen) können gleichzeitig mehrere (gleiche oder unterschiedliche) MSSQL-Server laufen, die als Instanzen bezeichnet werden. Jede Instanz kann wiederum mehrere Datenbanken enthalten.

### Redundanz / Ausfallsicherheit
Microsoft bietet eine Reihe von Techniken an, um Daten redundant zu speichern.
|                           | Clustering                 | Replication                                                         | Log Shipping                 | Mirroring                 | AlwaysOn Availability Groups | AlwaysOn Failover Cluster Instance |
| ------------------------- | -------------------------- | ------------------------------------------------------------------- | ---------------------------- | ------------------------- | ---------------------------- | ---------------------------------- |
| Einführung                | SQL Server 6.5             | SQL Server 7.0                                                      | SQL Server 2000              | SQL Server 2005           | SQL Server 2012              | SQL Server 2012                    |
| Mindest. Lizenz           | Standard / (Web)           | Enterprise: Peer-To-Peer Standard: Snapshot / Transactional / Merge | Standard / (Web)             | Standard                  | Enterprise                   | Standard                           |
| Max. Anzahl Kopien        | 15                         | unbegrenzt                                                          | unbegrenzt                   | 1                         | 3                            | unbegrenzt                         |
| Zusätzliche Infrastruktur | geteilte Netzwerkressource | (Distributor Server)                                                | Monitoring Server (Optional) | Witness Server (Optional) | —                            | geteilte Netzwerkressource         |
| Failover                  | manuell / automatisch      | nur manuell                                                         | nur manuell                  | manuell / automatisch     | manuell / automatisch        | manuell / automatisch              |
| Bezeichnung Quelle        | Node                       | Publisher                                                           | Primary                      | Principal                 | Primary                      | Node                               |
| Bezeichnung Kopie         | Node                       | Subscriber                                                          | Secondary                    | Mirror                    | Secondary                    | Node                               |
| Sicherung von             | Server / Instanz           | Datenbank(-objekten)                                                | Datenbank                    | Datenbank                 | Datenbank(-gruppe)           | Server / Instanz                   |

Es ist möglich, gewisse Redundanztechnologien gleichzeitig parallel zu betreiben – zum Beispiel die Datenbankreplikation zusammen mit einer AlwaysOn-Availability-Group. Die „Datenbankreplikation“ teilt sich weiterhin in die Untervarianten „Snapshot Replication“, „Transactional Replication“, „Merge Replication“ und „Peer-To-Peer-Replication“.

## Versionen

### SQL Server 2012
Der SQL Server 2012 wurde am 6. März 2012 veröffentlicht. Bei den Editionen ließ Microsoft die erst beim Vorgänger eingeführte Datacenter Edition wegfallen und führte eine neue Edition Business Intelligence ein. Die Neuerungen oder Verbesserungen fanden in allen Bereichen des SQL Servers statt, darunter im Datenbankmodul, dem Analyse Service, dem Reporting Service und der Replikation.
Zu den Änderungen bzw. Neuerungen gehörten unter anderem Performanceoptimierung für SharePoint, die Hochverfügbarkeitslösung „Always On“, die Cloud-Lösung „Azure“, die Data Quality Services „DQS“, Contained Database und Columnstore Index.
Außerdem wurde die SQL-eigene Programmierschnittstelle T-SQL um weitere Funktionen ergänzt. Auf der anderen Seite wurden einige Funktionen der Vorgängerversionen entfernt und viele Funktionen als Deprecated gekennzeichnet, was bedeutet, dass diese Funktionen in zukünftigen Versionen wegfallen.
| Neue T-SQL-Funktionen in SQL Server 2012 |
| --- |
| - Konvertierung: - PARSE() - TRY_CONVERT() - TRY_PARSE() - Datum und Uhrzeit: - DATEFROMPARTS() - DATETIME2FROMPARTS() - DATETIMEOFFSETFROMPARTS() - EOMONTH() - SMALLDATETIMEFROMPARTS() - TIMEFROMPARTS() - Logik: - CHOOSE() - IIF() - Zeichenkette: - CONCAT() - FORMAT() - Analytik: - CUME_DIST() - FIRST_VALUE() - LAG() - LAST_VALUE() - LEAD() - PERCENTILE_CONT() - PERCENTILE_DISC() - PERCENT_RANK() |

### SQL Server 2014
Die Version 2014 (Codename Hekaton, freigegeben am 1. April 2014) des SQL Servers wurde in Hinblick auf die performante Verarbeitung großer Datenmengen weiter optimiert, um die Echtzeit-Transaktionsverarbeitung zu verbessern. Hierzu gehören die Fähigkeit, Tabellen oder ganze Datenbanken komplett im Hauptspeicher zu halten (In-Memory-Datenbank) sowie eine verbesserte Handhabung spaltenbasierter Indexe.
Es wurde möglich, SQL-Server-Datendateien in Azure abzulegen und eine SQL-Server-Datenbank auf einem virtuellen Computer in Azure zu hosten.
Verschlüsselung von Sicherungen während des Sicherungsvorganges mittels AES 128, AES 192, AES 256 und Triple DES wurde hinzugefügt.
Die Unterstützung von Failoverclusterinstanzen wurde verbessert.

### SQL Server 2016
Es besteht nun die Möglichkeit, während der Installation und Konfiguration von SQL Server mehrere tempDB-Datenbankdateien zu konfigurieren. Der neue Abfragespeicher speichert Abfragetexte, Ausführungspläne und Leistungsmetriken in der Datenbank, was eine einfache Überwachung der Leistung und Behebung von Leistungsproblemen ermöglicht.
Die neu integrierte JSON-Unterstützung in SQL Server ermöglicht Import-, Export-, Analyse- und Speichervorgänge mit JSON.
Die neue PolyBase-Abfrage-Engine integriert SQL Server mit externen Daten in Hadoop oder Azure Blob Storage. Sie ermöglicht den Import und Export von Daten sowie die Ausführung von Abfragen.
Mit der neuen Funktion Stretch Database können Daten aus einer lokalen SQL Server-Datenbank dynamisch und sicher in einer Azure SQL-Datenbank in der Cloud archiviert werden. SQL Server fragt hierzu automatisch sowohl lokale als auch Remote-Daten in den verknüpften Datenbanken ab.
Es wurden neue Sicherheitsfeatures hinzugefügt: Always Encrypted ermöglicht den Zugriff auf verschlüsselte sensible Daten in einer SQL Server 2016-Datenbank nur für Anwendungen, die über den kryptographischen Schlüssel verfügen. Der Schlüssel wird niemals an SQL Server übergeben.

### SQL Server 2017
Die Version 2017 wurde am 2. Oktober 2017 freigegeben.
Der SQL Server 2017 kann nun von mehreren Linux-Distributionen, die auf Docker-Containern ausgeführt werden können, und SQL VM in Azure ausgeführt werden.
Die Unterstützung für Maschinelles Lernen wurde ausgebaut. Es wird als Sprache für die Datenanalyse nun R und Python unterstützt.
Die Engine beinhaltet nun auch eine automatische Datenbankoptimierung. Es gibt Erweiterungen von dynamischen Verwaltungsansichten und -funktionen sowie neue T-SQL-Textfunktionen.

### SQL Server 2019
Die Version 2019 wurde am 4. November 2019 freigegeben.
Das Update auf SQL Server 2019 bietet nun Unternehmen eine Umgebung, um mit umfangreichen Datenmengen und Big-Data-Clustern umzugehen. Die Datenvirtualisierung mit PolyBase ermöglicht es, externe Datenquellen in SQL Server zu integrieren und abzufragen. Die Funktionen der intelligenten Datenbank verbessern die Leistung und Skalierbarkeit aller Datenbankworkloads, ohne Änderungen am Datenbankentwurf vorzunehmen. Neue Funktionen wie Batchmodus bei Rowstore, Inlining benutzerdefinierter Skalarfunktionen und Verzögerte Kompilierung von Tabellenvariablen verbessern die Leistung und Qualität des Abfrageplans.
Die neuen Funktionen und Updates in SQL Server 2019 (15.x) betreffen verschiedene Bereiche, wie z. B. Überwachung, Entwicklungsumgebung, Graphdaten und Unicode-Unterstützung. Im Bereich der Überwachung gibt es Verbesserungen bei der Erfassung von Leistungsdaten für Datenbankworkloads sowie neue dynamische Verwaltungsfunktionen und Konfigurationen für die Datensammlung und das Profiling von Abfragen. In der Entwicklungsumgebung wurden Verbesserungen bei der Unterstützung von Graphdaten- und räumlichen Datentypen eingeführt. Außerdem gibt es ein neues Erweiterbarkeitsframework, das Entwicklern ermöglicht, die Sprache ihrer Wahl zu verwenden, um Einblicke in alle ihre Daten zu erhalten. Schließlich gibt es nun auch eine verbesserte Unicode-Unterstützung, einschließlich der Unterstützung der UTF-8-Zeichencodierung für Import- und Exportcodierung, Sortierung von Zeichenfolgendaten auf Datenbank- oder Spaltenebene sowie für externe PolyBase-Tabellen und Always Encrypted.

### SQL Server 2022
Die Version 2022 wurde am 16. November 2022 freigegeben.
Microsoft SQL Server 2022 (16.x) bietet eine Vielzahl neuer Funktionen und Updates in den Bereichen Analyse, Verfügbarkeit, Sicherheit und Zugriffssteuerung. Azure Synapse Link für SQL ermöglicht die Ausführung von Analyse-, Business Intelligence- und Machine Learning-Szenarien mit minimalen Auswirkungen auf Quelldatenbanken.
Die Integration von Objektspeicher ermöglicht die Integration von SQL Server mit S3-konformem Objektspeicher, während die Datenvirtualisierung das Abfragen verschiedener Datentypen auf verschiedenen Datentypen von SQL Server ermöglicht.
In Bezug auf die Verfügbarkeit gibt es ein Linkfeature für Azure SQL Managed Instance, die Möglichkeit zur Erstellung von eigenständigen und verteilten Verfügbarkeitsgruppen sowie verbesserte Sicherungsmetadaten.
Im Bereich Sicherheit gibt es Funktionen wie Microsoft Defender für Cloud, Microsoft Purview-Integration und Ledger. In Bezug auf die Zugriffssteuerung gibt es die Möglichkeit zur Authentifizierung über Azure Active Directory und Always Encrypted mit Secure Enclaves sowie neue präzise Berechtigungen und integrierte Rollen auf Serverebene.

## Editionen
Abhängig von der Version des Microsoft SQL Servers gibt es verschiedene Editionen des Produkts. Die Editionen unterscheiden sich entweder in ihrem Funktionsumfang oder der maximalen Hardwareunterstützung. So steht höherwertigen Editionen der Zugriff auf mehr Arbeitsspeicher oder mehr Prozessoren zur Verfügung, wodurch sie mehr Leistung bieten. Der jeweilige Name einer Edition deutet dabei auf seinen angedachten Einsatzort, respektive Einsatzzweck hin. So wird beispielsweise die unter SQL Server 2008 teuerste Version Datacenter-Edition für große Rechenzentren verwendet, während die SQL Server Web Edition speziell für Webhoster oder Websites gedacht ist.
Die folgende Tabelle listet eine Übersicht verschiedener SQL-Server-Versionen und ihrer erhältlichen Editionen:
| Version                   | Enterprise | Datacenter | Business Intelligence | Standard | Express   | Workgroup | Web  | Developer |
| ------------------------- | ---------- | ---------- | --------------------- | -------- | --------- | --------- | ---- | --------- |
| SQL Server 2000           | ja         | nein       | nein                  | ja       | ja (MSDE) | ja        | nein | ja        |
| SQL Server 2005           | ja         | nein       | nein                  | ja       | ja        | ja        | nein | ja        |
| SQL Server 2008 / 2008 R2 | ja         | ja         | nein                  | ja       | ja        | ja        | ja   | ja        |
| SQL Server 2012           | ja         | nein       | ja                    | ja       | ja        | nein      | ja   | ja        |
| SQL Server 2014           | ja         | nein       | ja                    | ja       | ja        | nein      | ja   | ja        |
| SQL Server 2016           | ja         | nein       | nein                  | ja       | ja        | nein      | ja   | ja        |
| SQL Server 2017           | ja         | nein       | nein                  | ja       | ja        | nein      | ja   | ja        |
| SQL Server 2019           | ja         | nein       | nein                  | ja       | ja        | nein      | ja   | ja        |
| SQL Server 2022           | ja         | nein       | nein                  | ja       | ja        | nein      | ja   | ja        |

### Express Edition
Die Express Edition ist kostenlos erhältlich und besitzt deutliche Einschränkungen, z. B. in Bezug auf Redundanz, Funktionsumfang, maximal verwendbarem Speicher und CPU-Kernen pro Instanz sowie maximalem Speicherplatz je Datenbank. Die Grenzwerte wurden diverse Male erhöht:
| Version          | CPU-Kerne je Instanz | Speicher je Instanz | Speicherplatz je Datenbank |
| ---------------- | -------------------- | ------------------- | -------------------------- |
| 2008             | 1                    | 1 GB                | 4 GB                       |
| 2008 R2          | 1                    | 1 GB                | 10 GB                      |
| 2012, 2014       | 4                    | 1 GB                | 10 GB                      |
| 2016, 2019, 2022 | 4                    | 1,41 GB             | 10 GB                      |

In Hinblick auf die Kerne ist anzumerken, dass dies bei der Express Edition die Kerne desselben Prozessors („Sockel“) sein müssen. Das System kann mehr CPU-Kerne, CPU-Sockel und Arbeitsspeicher besitzen, diese werden dann nicht von SQL Server Express Edition genutzt.
Auch die Express Edition with Advanced Services ist kostenlos erhältlich und besitzt u. a. eine Volltextsuche.

## Datentypen
Nachfolgend sind die von Microsoft SQL unterstützten Datentypen aufgelistet. Jeder der Typen unterstützt neben seinem Wertebereich noch den Nullwert. In Tabellenspalten kann er durch das Attribut NOT NULL ausgeschlossen werden. Bei der Erstellung von Schlüsselkandidaten (unique key constraints) zählt ein Nullwert in SQL Server wie jeder normale Wert; bei einem nicht zusammengesetzten Schlüsselkandidaten darf somit höchstens ein Nullwert in der Spalte vorkommen.
| Gruppe           | Untergruppe         | Name                                   | Speicherbedarf in Byte                              | Wertebereich                                   | Unterstützung      | Auflösung, Bemerkungen                                             |
| ---------------- | ------------------- | -------------------------------------- | --------------------------------------------------- | ---------------------------------------------- | ------------------ | ------------------------------------------------------------------ |
| Numerische Werte | Ganzzahlig          | bit                                    | 0,125–1                                             | 0 bis 1                                        |                    | 0 oder 1, bis zu 8 Spalten einer Tabelle teilen sich das Byte      |
| Numerische Werte | Ganzzahlig          | tinyint                                | 1                                                   | 0 bis 255                                      |                    |                                                                    |
| Numerische Werte | Ganzzahlig          | smallint                               | 2                                                   | −32768 bis 32767                               |                    |                                                                    |
| Numerische Werte | Ganzzahlig          | int                                    | 4                                                   | −2147483648 bis 2147483647                     |                    |                                                                    |
| Numerische Werte | Ganzzahlig          | bigint                                 | 8                                                   | −9223372036854775808 bis 9223372036854775807   |                    |                                                                    |
| Numerische Werte | Festkomma           | smallmoney                             | 4                                                   | −214748,3648 bis 214748,3647                   |                    | int / 10000                                                        |
| Numerische Werte | Festkomma           | money                                  | 8                                                   | −922337203685477,5808 bis 922337203685477,5807 |                    | bigint / 10000                                                     |
| Numerische Werte | Festkomma           | numeric(1–38,0–38), decimal(1–38,0–38) | 5, 9, 13 oder 17                                    | −1038 +1 bis 1038 −1                           |                    | 1. Parameter: Anzahl Stellen; 2. Parameter: davon Nachkommastellen |
| Numerische Werte | Gleit-/Fließkomma   | real, float(24)                        | 4                                                   | −3,4038 bis 3,4038                             |                    | IEEE 754, aber ohne −0, ±∞ und NaN                                 |
| Numerische Werte | Gleit-/Fließkomma   | float, float(53)                       | 8                                                   | −1,79308 bis 1,79308                           |                    | IEEE 754, aber ohne −0, ±∞ und NaN                                 |
| Datum und Zeit   |                     | smalldatetime                          | 4                                                   | 1900-01-01 00:00 bis 2079-06-06 23:59          |                    | nur Minute                                                         |
| Datum und Zeit   | datetime            | 8                                      | 1753-01-01 00:00:00 bis 9999-12-31 23:59:59.997     |                                                | 1/300 s            |                                                                    |
| Datum und Zeit   | datetime2(0–7)      | 6–8                                    | 0001-01-01 00:00:00 bis 9999-12-31 23:59:59.9999999 | ab 2008                                        |                    |                                                                    |
| Datum und Zeit   | datetimeoffset(0–7) | 8-10                                   | 0001-01-01 00:00:00 bis 9999-12-31 23:59:59.9999999 | ab 2008                                        | mit Zeitzone       |                                                                    |
| Datum und Zeit   | date                | 3                                      | 0001-01-01 bis 9999-12-31                           | ab 2008                                        | nur Tage           |                                                                    |
| Datum und Zeit   | time(0–7)           | 3–5                                    | 00:00:00.0000000 bis 23:59:59.9999999               | ab 2008                                        | 100 ns             |                                                                    |
| Zeichenfolgen    | Nicht-Unicode       | char(1–8000)                           | 1-8000                                              |                                                |                    | variable CodePage                                                  |
| Zeichenfolgen    | Nicht-Unicode       | varchar(1–8000)                        | 1-8000                                              |                                                |                    | variable CodePage                                                  |
| Zeichenfolgen    | Nicht-Unicode       | varchar(max)                           | 1 Byte–2 GB                                         |                                                |                    | variable CodePage                                                  |
| Zeichenfolgen    | Nicht-Unicode       | text                                   | 16 Byte–2 GB                                        |                                                | Veraltet (ab 2012) | Alias: CLOB, variable CodePage                                     |
| Zeichenfolgen    | Unicode (UTF16)     | nchar(1–4000)                          | 2–8000                                              |                                                |                    | CodePage 1200 Unicode                                              |
| Zeichenfolgen    | Unicode (UTF16)     | nvarchar(1–4000)                       | 2–8000                                              |                                                |                    | CodePage 1200 Unicode                                              |
| Zeichenfolgen    | Unicode (UTF16)     | nvarchar(max)                          | 2 Byte–2 GB                                         |                                                |                    | CodePage 1200 Unicode                                              |
| Zeichenfolgen    | Unicode (UTF16)     | ntext                                  | 16 Byte–2 GB                                        |                                                | Veraltet (ab 2012) | Alias: NCLOB, CodePage 1200 Unicode                                |
| Binär            |                     | binary(1–8000)                         | 1–8000                                              |                                                |                    |                                                                    |
| Binär            | varbinary(1–8000)   | 1–8000                                 |                                                     |                                                |                    |                                                                    |
| Binär            | varbinary(max)      | 1 Byte–2 GB                            |                                                     |                                                |                    |                                                                    |
| Binär            | image               | 16 Byte–2 GB                           |                                                     | Veraltet (ab 2012)                             | Alias: BLOB        |                                                                    |
| Andere           | für Tabellen        | sqlvariant                             |                                                     |                                                |                    | kann alles sein                                                    |
| Andere           | für Tabellen        | xml                                    |                                                     |                                                |                    | hat Methoden                                                       |
| Andere           | für Tabellen        | uniqueidentifier                       | 16                                                  |                                                |                    | GUID                                                               |
| Andere           | für Tabellen        | timestamp                              | 8                                                   |                                                |                    | auto update, Datensatz Änderungs-Zähler, Bigint binär              |
| Andere           | für Tabellen        | geography                              |                                                     |                                                | ab 2008            | hat Methoden                                                       |
| Andere           | für Tabellen        | geometry                               |                                                     |                                                | ab 2008            | Geometriedaten, hat Methoden                                       |
| Andere           | für Tabellen        | hierarchyid                            |                                                     |                                                | ab 2008            | hat Methoden                                                       |
| Andere           | nur Prozeduren      | cursor                                 |                                                     |                                                |                    | virtuelle Liste                                                    |
| Andere           | nur Prozeduren      | table                                  |                                                     |                                                |                    | virtuelle Liste                                                    |